# 钱震朗
钱震朗，清朝人，是一名清朝政治人物。
钱震朗曾于接替邓自辛任漳州府知府一职，康熙二年(1663年)由邓廷罗接任。